# Architectonics VI
Architectonics VI is een compositie van Erkki-Sven Tüür. Het maakt deel uit van een zevental soortgelijke werken, geschreven voor diverse ensembles in diverse samenstellingen.
Architectonics VI is geschreven voor een muziekfestival in Helsinki. De bezetting is dwarsfluit, klarinet, vibrafoon en strijkkwartet. De blaasinstrumenten staan in dit werk muzikaal tegenover de strijkinstrumenten in een deels twaalftonenreeks. De verbinding wordt gevormd door de vibrafoon die met ritmische minimal musicachtige trekjes 'boven' de partijen staat.
Leden van het Avanti! Kamerorkest verzorgden de première op 21 augustus 1992.
Van dit werk zijn drie opnamen beschikbaar:
- Uitgave Finlandia/Apex: Het Estse NYYD-Ensemble in een opname uit 1996[bron?]
- Uitgave ECM Records: Kamerorkest van Tallinn o.l.v. Tonu Kaljuste[bron?]
- Uitgave CCnC: het Absolute Ensemble o.l.v. Kristjan Järvi in een opname van rond 2000[bron?]